# Egipatska Helena
Egipatska Helena (Die ägyptische Helena), op. 75, opera je u dva čina skladatelja Richarda Straussa na libreto Huga von Hofmannstahla. Praizvela se u Dresdenskoj operi 6. lipnja 1928. Strauss je za glavnu ulogu na umu imao Mariju Jeritzu, no zbog ograničenih financijskih sredstava dresdenske opere uzeta je Elisabeth Reinberg. Jeritza je odigrala ulogu u Beču i New Yorku.
Kao predložak za priču Hofmannstahl je uzeo Euripidovu "Helenu". Strauss je pet godina nakon premijere opere, 1933. godine, promijenio operi neke dijelove radeći s redateljem Lotharom Wallensteinom i dirigentom Clemensom Kraussom.

## Sinopsis

### Prvi čin
U svojoj palači na otoku, čarobnica Aithra čeka za Posejdonov povratak. Proročka "sveznajuća školjka" govori joj da, iako je Posejdon daleko, i dalje je voli. Zatim joj govori o najljepšoj ženi na svijetu, Heleni, koju njen muž, Menelaj, planira ubiti. Da bi spasila ženu, Aithra priziva oluju da bi uništila brod putnicima, koji se uspijevaju domoći obale i doći pred palaču.
Helena pokušava spasiti svoj brak, ali Menelaj joj ne želi oprostiti preljub s Parisom početkom Trojanskog rata. U gnjevu, spriječio je svojoj kćeri Hermoni da zna tko joj je majka. Menelaj pokušava ubiti svoju ženu nožem, no oklijeva zbog njene ljepote obasjane mjesečinom. Aithra priziva vilenjake da muče Menelaja kako je ne bi ubio, te ga oni uvjeravaju da je njegov glavni protivnik, Paris, prisutan, te se Menelaj odlazi suočiti s duhom. Aithrina magija pomaže Heleni zadobiti njenu originalnu mladu ljepotu, a od lotosova napitka nestaje i njena anksioznost. Sluškinje je dovode u drugu sobu.
Menelaj se vraća,  buncajući kako je iznenadio i ubio Helenu i Parisa, te Aithra i njemu daje opuštajuće piće. Čuvši za njegov konflikt emocija prema svojoj ženi, čarobnica mu govori kako su bogovi prije 9 godina, kad ga je Helena napustila zbog Parisa, zamijenili pravu Helenu njenim duhom, dok je prava Helena skrivena u dvorcu Aithrinog oca na dnu gorja Atlas. Tamo ona spava, čekajući svog muža da je probudi, a žena u sobi pokraj njih je lažna, samo duh. Aithra obećaje Menelaju da će ga magijom prenijeti u dvorac. Menelaj je isprva zbunjen, no naposljetku prihvaća. Menelaj i Helena ponovno će se sresti u dvorcu na dnu brda. Aithra predlaže Menelaju da koristi lotosov napitak da ga ne muče ometajuće misli.

### Drugi čin
Helena se budi u dvorcu, te par ima drugu bračnu noć (u poznatoj ariji "Zweite Brautnacht"). Melenaj i dalje ne vjeruje potpuno svojim osjetilima. Žena ga pokušava umiriti lotosovim napitkom, no on uočava svoj mač, što mu vrati pamćenja. Pita se je li ova žena stvarna ili samo iluzija. Zatim dolazi Altair, princ planina, na konju, koji se klanja Heleni i nudi joj darove. Njegov sin, Da-ud, pridružuje se hvaljenju njene ljepote. Ovaj događaj podsjeti Menelaja na trojansko slavlje u čast Heleni, no on nastoji prikriti svoju ljubomoru kad ga Altair i Da-ud pozovu u lov. Pozdravljajući Helenu, i dalje nesiguran u njezin pravi identitet, odlazi u lov s dvojicom. Aithra se pojavljuje u obliku služavke i upozorava Helenu da jedna od ampula koje je priredila sadržava napitak zaborava, a drugi napitak sjećanja. Usprkos Aithrinoj strogoj preporuci, Helena izjavljuje kako će napitak sjećanja biti nužan za spas njenog braka, dok bajka povratka u neokaljanu prošlost ne bi bila pametno rješenje.
Na Helenin znak, sluškinje se povlače, a Altair se vraća te je poziva na slavlje njoj u čast. Unatoč tome što se saznaje da je Menelaj ubio Da-uda tijekom lova, Altair ne odustaje, no istupa kada se dovede tijelo njegova sina, nakon čega ulazi zbunjeni Menelaj koji misli da je ubio Parisa. Ponovno prkoseći Aithrinoj preporuci, Helena naručuje napitak sjećanja kako se vrijeme za slavlje bliži. Menelaj sad misli kako je prava Helena mrtva, a Helena pred njim lažna, te se zato odlučuje ubiti. On uzima napitak, za koji on misli da je napitak smrti, te uvidi da je Helena za koju je mislio da je mrtva zapravo živa. Njih dvoje su tako ponovno ujedinjeni, no Altair i njegovi podanici rastavljaju par. Aithra ukazuje na vojsku Posejdonovih vojnika, koji dopraćuju Heleninu kćer Hermionu. Prepoznavši čarobnicu Aithru, Altair se pokloni njenoj moći. Hermiona se vraća svojim roditeljima i odlazi kući s njima kako bi svi započeli zajednički život.